# Eleutherodactylus bilineatus
Eleutherodactylus bilineatus é uma espécie de anfíbio  da família Craugastoridae. Endêmica do Brasil, onde pode ser encontrada nos municípios de Ilhéus, Wenceslau Guimarães, Jussari e Nilo Peçanha, e outros municípios do sul do estado da Bahia. Habita florestas úmidas de baixa altitude  e plantações de cacau a até 800 m de altitude.

## Nomenclatura e taxonomia
A espécie foi descrita por Werner Carlos Augusto Bokermann em 1975 como Eleutherodactylus bilineatus. Em 2008, foi transferida para o gênero Ischnocnema. Com base em evidência molecular esta espécie não pertence aos gêneros Eleutherodactylus e Ischnocnema, sendo sua posição incerta, possivelmente relacionada com os gêneros Noblella e Barycholos da subfamília Holoadeninae. Frost (2015) classifica a espécie como incertae sedis dentro da família Craugastoridae.